# Опришенська сільська рада
Оприше́нська сільська́ ра́да — адміністративно-територіальна одиниця та орган місцевого самоврядування у Глибоцькому районі Чернівецької області. Адміністративний центр — село Опришени.

## Загальні відомості
- Населення ради: 2 871 особа (станом на 2001 рік)

## Населені пункти
Сільській раді підпорядковані населені пункти:
- с. Опришени
- с. Слобідка

## Склад ради
Рада складається з 18 депутатів та голови.
- Голова ради: Попович Микола Костянтинович
- Секретар ради: Доготарь Костянтин Васильович

### Керівний склад попередніх скликань
| Прізвище, ім'я, по батькові  | Основні відомості                                                             | Дата обрання | Дата звільнення |
| ---------------------------- | ----------------------------------------------------------------------------- | ------------ | --------------- |
| Попович Микола Костянтинович | Сільський голова, 1969 року народження, освіта незакінчена вища, безпартійний | 26.03.2006   | 31.10.2010      |
| Попович Микола Костянтинович | Сільський голова, 1969 року народження, освіта незакінчена вища, безпартійний | 31.10.2010   |                 |

Примітка: таблиця складена за даними сайту Верховної Ради України

### Депутати
За результатами місцевих виборів 2010 року депутатами ради стали:

#### За суб'єктами висування
| Суб'єкт висування | Кількість обраних депутатів | %   |
| ----------------- | --------------------------- | --- |
| Самовисування     | 18                          | 100 |

#### За округами
| № округу | Прізвище, ім'я, по батькові    | Дата визнання обраним | Освіта             | Партійна приналежність                        | Відомості про обраного депутата                                                        |
| -------- | ------------------------------ | --------------------- | ------------------ | --------------------------------------------- | -------------------------------------------------------------------------------------- |
| 1        | Нікора Василь Костянтинович    | 03.11.2010            | середня            | позапартійний                                 | приватний підприємець                                                                  |
| 2        | Доготарь Костянтин Васильович  | 03.11.2010            | вища               | позапартійний                                 | Опришенська сільська рада, спеціаліст                                                  |
| 3        | Пагон Роза-Марія Аркадіївна    | 03.11.2010            | середня спеціальна | позапартійна                                  | Бібліотека с. Опришени, бібліотекар                                                    |
| 4        | Піцул Григорій Васильович      | 03.11.2010            | вища               | член Всеукраїнського об'єднання «Батьківщина» | с. Станівці, стоматолог                                                                |
| 5        | Аодаіца Валентин Костянтинович | 03.11.2010            | вища               | член Всеукраїнського об'єднання «Батьківщина» | тимчасово не працює                                                                    |
| 6        | Гайсюк Микола Костянтинович    | 03.11.2010            | вища               | позапартійний                                 | Тарашанська ветеринарна лікарня, завідувач                                             |
| 7        | Семко Валерія Аркадіївна       | 03.11.2010            | середня спеціальна | позапартійна                                  | Опришенська сільська рада, секретар                                                    |
| 8        | Бельчук Олена Георгіївна       | 03.11.2010            | середня спеціальна | позапартійна                                  | Опришенська сільська рада, спеціаліст ІІкатегорії                                      |
| 9        | Торончук Марін Желувич         | 03.11.2010            | середня спеціальна | позапартійний                                 | Глибоцький РВ УМВС, дільничний інспектор                                               |
| 10       | Куштуряк Аурел Георгійович     | 03.11.2010            | середня            | позапартійний                                 | приватний підприємець                                                                  |
| 11       | Пагон Віорел Дмитрович         | 03.11.2010            | вища               | позапартійний                                 | тимчасово не працює                                                                    |
| 12       | Попович Валерій Георгійович    | 03.11.2010            | середня            | позапартійний                                 | тимчасово не працює                                                                    |
| 13       | Пагон Іван Дмитрович           | 03.11.2010            | вища               | позапартійний                                 | Слобідська загальноосвітня школа, вчитель математики                                   |
| 14       | Попович Георгій Костянтинович  | 03.11.2010            | вища               | позапартійний                                 | приватний підприємець                                                                  |
| 15       | Костюк Георгій Васильович      | 03.11.2010            | середня            | позапартійний                                 | тимчасово не працює                                                                    |
| 16       | Щербановський Василь Дмитрович | 03.11.2010            | середня            | член Всеукраїнського об'єднання «Батьківщина» | Сторожинецьке міжрайонне управління водного господарства, оглядач водного господарства |
| 17       | Романюк Євгенія Григорівна     | 03.11.2010            | середня            | член Всеукраїнського об'єднання «Батьківщина» | Слобідська загальноосвітня школа, кухар шкільної їдальні                               |
| 18       | Романюк Іван Ємануїлович       | 03.11.2010            | середня            | позапартійний                                 | тимчасово не працює                                                                    |